# Ilybiosoma pandurum
Ilybiosoma pandurum is een keversoort uit de familie waterroofkevers (Dytiscidae). De wetenschappelijke naam van de soort is voor het eerst geldig gepubliceerd in 1942 door Leech.